# Hatysa
Hatysa (ι Ori / ι Orionis / 44 Orionis) é uma estrela da constelação de Orion, a oitava mais brilhante da constelação e a mais brilhante das que formam a espada de Orion, com magnitude aparente +2,75. A estrela também é conhecida pelo nome árabe Na'ir al Saif, que significa precisamente, em tradução livre, "A brilhante da espada".
Situada a uma distância aproximada de 1300 anos luz, embora possa ser até 2000 anos luz, Hatysa é uma gigante azul do tipo espectral O9III muito quente. Com uma temperatura efectiva de 31.500 K, é mais de 25.000 K mais quente que o Sol.
Hatysa é uma binária espectroscópica. Junto com a gigante azul, com um período orbital de apenas 29 dias, move-se uma estrela branco-azulada do tipo B1 numa órbita muito excêntrica que faz com que a separação entre as duas estrelas oscile entre 0,11 e 0,8 UA. A grande excentricidade do sistema pode explicar-se com base em duas estrelas fugitivas do tipo espectral quase idêntico, AE Aurigae e μ Columbae. O cálculo das trajectórias das estrelas sugere que há 2,5 milhões de anos, um encontro próximo entre dois sistemas binários resultou na expulsão a grande velocidade de duas das estrelas -AE Aurigae e μ Columbae- enquanto que as outras duas conseguiram permanecer unidas numa órbita muito excêntrica.
Outras duas estrelas mais afastadas, a 50 e 11 segundos de arco, completam o sistema estelar de Hatysa.